# Diggi-Loo Diggi-Ley
A Diggi-Loo Diggi-Ley című dal volt az 1984-es Eurovíziós Dalfesztivál győztes dala, melyet a svéd Herreys együttes adott elő svéd nyelven.

## Az Eurovíziós Dalfesztivál
A dal a február 25-én rendezett svéd nemzeti döntőn nyerte el az indulás jogát.
A dal gyors tempójú, szövege az énekesek által viselt aranycipőkről szólt, melyek táncra késztetik viselőjüket.
A május 5-én rendezett döntőben a fellépési sorrendben elsőként adták elő, a luxemburgi Sophie Carle 100% D'Amour című dala előtt. A szavazás során száznegyvenöt pontot szerzett, mely az első helyet érte a tizenkilenc fős mezőnyben. Ez volt Svédország második győzelme.
A következő svéd induló Kikki Danielsson Bra vibrationer című dala volt az 1985-ös Eurovíziós Dalfesztiválon.
A következő győztes a norvég Bobbysocks La det swinge című dala volt.

### Kapott pontok
|                                              | Zsűrik |     |     |     |     |     |     |     |     |     |     |     |     |     |     |     |     |     |   |
| SWE                                          | LUX    | FRA | ESP | NOR | GBR | CYP | BEL | IRE | DEN | NED | YUG | AUT | GER | TUR | FIN | SUI | ITA | POR |   |
| Kapott pontok                                |        | 6   | 6   | 4   | 10  | 7   | 12  | 7   | 12  | 12  | 10  | 4   | 12  | 12  | 3   | 8   | 10  | 6   | 4 |
| A tábla a fellépés sorrendjében van rendezve |        |     |     |     |     |     |     |     |     |     |     |     |     |     |     |     |     |     |   |

## Slágerlistás helyezések
| Slágerlisták (1984) | Lh.* |
| ------------------- | ---- |
| Ausztria            | 11   |
| Belgium (Flandria)  | 3    |
| Egyesült Királyság  | 46   |
| Hollandia           | 4    |
| Németország         | 18   |
| Norvégia            | 5    |
| Svájc               | 10   |
| Svédország          | 2    |

*Lh. = Legjobb helyezés.

## Külső hivatkozások
- Dalszöveg
- YouTube videó: A Diggi-Loo Diggi-Ley című dal előadása a luxembourgi döntőn